# Prunkwinden
Die Prunkwinden (Ipomoea) (auch als Prachtwinden bekannt) sind eine Pflanzengattung, die mit etwa 650 Arten die artenreichste Gattung der Familie der Windengewächse (Convolvulaceae) ist. Die wirtschaftlich bedeutendste Art ist die Süßkartoffel (Ipomoea batatas).

## Beschreibung

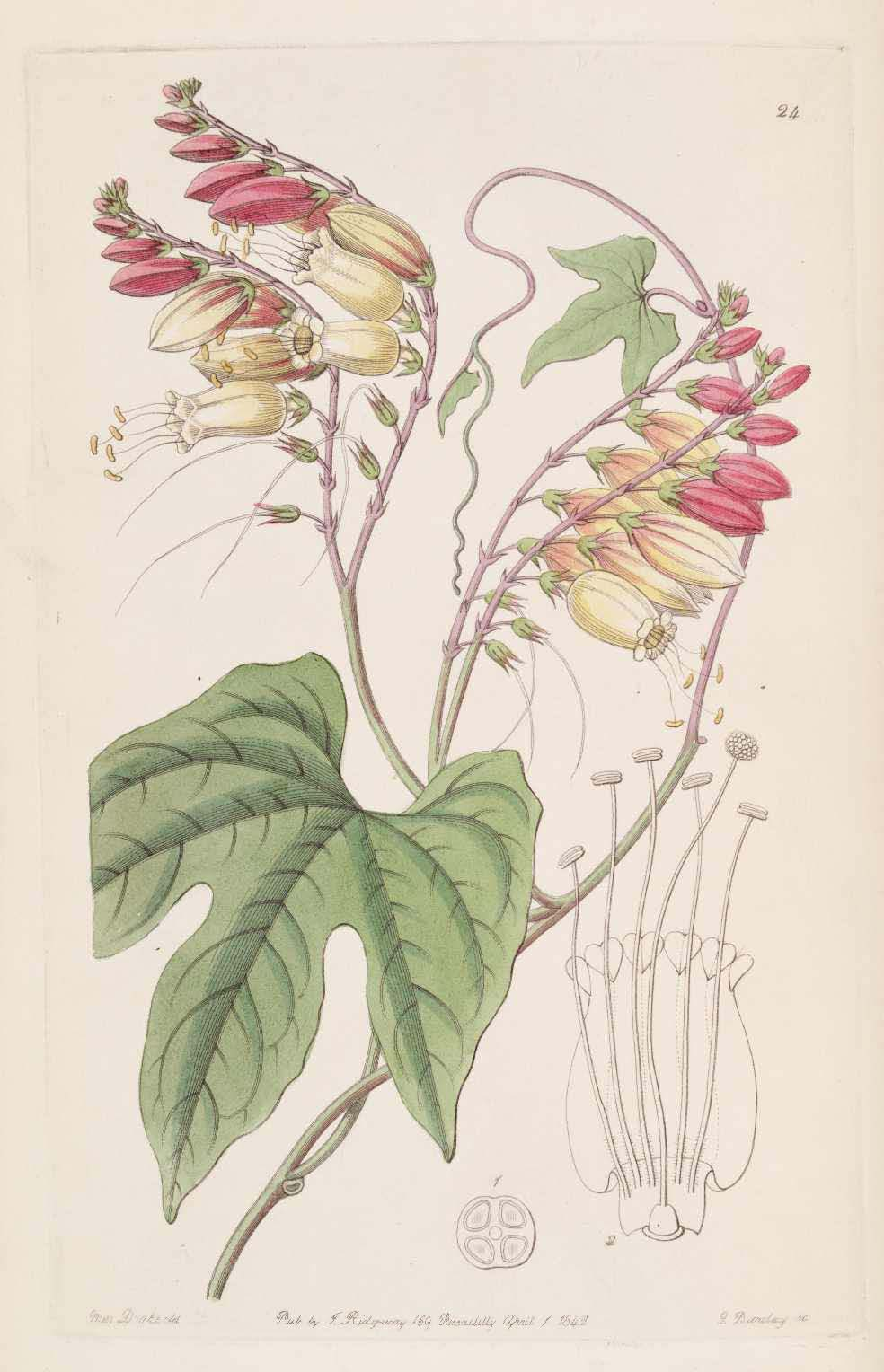
Illustration der Sternwinde (Ipomoea lobata)

### Vegetative Merkmale
Prunkwinden-Arten wachsen als einjährige bis ausdauernde krautige Pflanzen, Sträucher oder Bäume, meist kletternd, gelegentlich aber auch niederliegend oder auch schwimmend. Einige der Arten sind sukkulent.
Die wechselständig angeordneten Laubblätter sind meist gestielt. Die Blattspreiten sind sehr variabel und können auch an einem Pflanzenexemplar in Form und Größe variieren. Die Blattspreiten können einfach, ganzrandig, gelappt, geteilt oder selten auch zusammengesetzt sein. Am Blattstiel werden gelegentlich Pseudonebenblätter gebildet. Es sind keine Nebenblätter vorhanden.

### Blütenstände und Blüten
Die Blüten stehen einzeln oder zu mehreren bis vielen in end- oder meist seitenständigen, einfachen oder zusammengesetzten, zymösen Blütenständen.
Die zwittrigen Blüten sind meist fünfzählig mit doppelter Blütenhülle. Die meist fünf freien oder selten an ihrer Basis verwachsenen Kelchblätter sind krautig oder nahezu lederig, variieren in Größe in Form und können unbehaart oder behaart sein. An der Frucht sind die Kelchblätter oftmals etwas vergrößert. Die relativ kleinen bis recht großen Kronen sind meist radiärsymmetrisch, können aber auch selten leicht zygomorph sein. Die meist fünf Kronblätter sind röhren-, trichter- oder stieltellerförmig verwachsen. Die Krone kann violett, rot, rosafarben, weiß oder selten auch gelb sein. Der Kronsaum ist schwach oder selten auch stark gelappt.
Es ist nur der innere Kreis mit meist fünf freien Staubblättern vorhanden. Die Staubblätter überragen die Krone nur selten. Die Staubfäden sind fadenförmig und an der Basis oftmals dreieckig verbreitert. Meist sind sie unterschiedlich lang. Die Staubbeutel besitzen zwei Theken. Die kugelförmigen und stacheligen Pollenkörner sind über die gesamte Oberfläche mit Poren (runden bis ovalen Aperturen) versehen (pantoporate). Zwei oder selten drei Fruchtblätter sind zu einem oberständigen Fruchtknoten verwachsen. Es ist meist ein ganzrandiger oder gelappter Diskus vorhanden. Der Fruchtknoten kann unbehaart oder behaart sein, er ist meist zwei- oder vierkammerig, selten ist er dreikammerig. Je Fruchtknotenkammer sind zwei Samenanlagen vorhanden. Der fadenförmig Griffel ist meist einfach, selten ist der teilweise bis vollständig zweigeteilt und er steht meist nicht über die Krone hinaus. Er endet in einer köpfchenförmigen Narbe, die nicht geteilt oder in zwei (oder selten drei) kugelförmige, ellipsoide oder fadenförmige Anhänge geteilt ist.

### Früchte und Samen

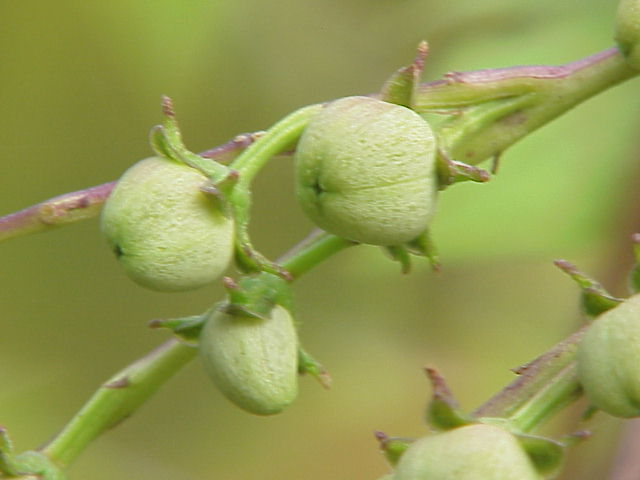
Früchte der Sternwinde (Ipomoea lobata)

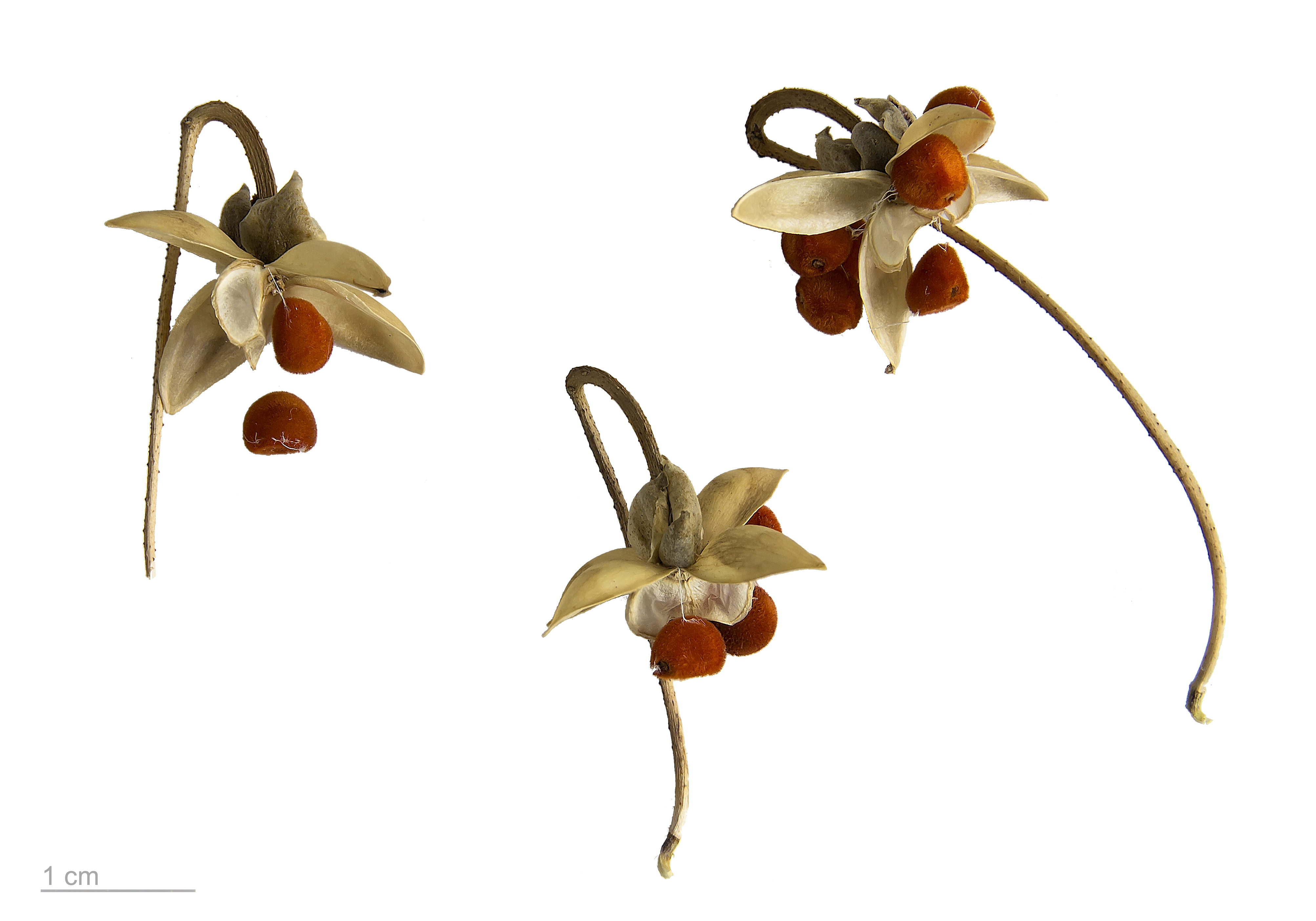
Reife Früchte und Samen von Ipomoea transvaalensis

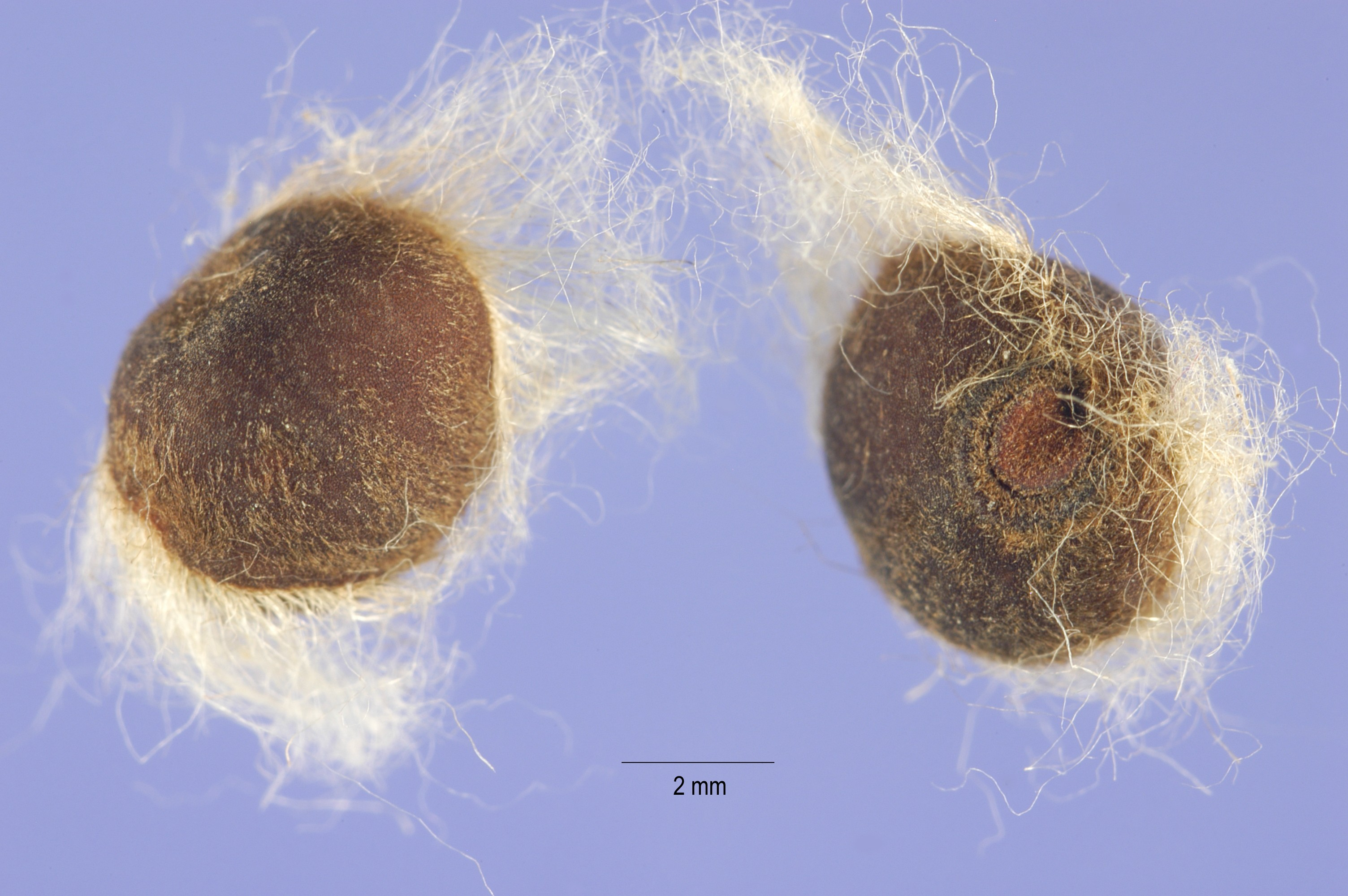
Behaarte Samen von Ipomoea cairica

Manchmal werden Beeren oder beerenähnliche Früchte gebildet. Meist werden trockene, kugel- oder eiförmige Kapselfrüchte gebildet, die sich mit meist vier (bis sechs) Klappen öffnen oder selten auch unregelmäßig aufspringen. Die Früchte enthalten meist vier, selten auch sechs oder weniger Samen. Die Samen können behaart oder unbehaart sein.

### Inhaltsstoffe
Die Samen und oberirdischen vegetativen Teile einiger Arten der Prunkwinden enthalten Mutterkornalkaloide. Zum Vorkommen dieser Stoffe innerhalb der Gattung gibt es eine große Anzahl Untersuchungen unterschiedlicher Qualität, mit teilweise gegensätzlichen Ergebnissen. Eine umfassende und genaue Aussage über das Vorkommen lässt sich daraus nicht entnehmen. Von 79 untersuchten Arten kann von 23 Arten mit Sicherheit gesagt werden, dass sie Mutterkornalkaloide enthalten; bei 15 Arten sind die in der Literatur zu findenden Angaben widersprüchlich oder die den Untersuchungen zu Grunde liegenden Methoden zweifelhaft. Bei den restlichen 41 Arten treten keine Mutterkornalkaloide auf. Das Auftreten dieser sekundären Pflanzenstoffe ist innerhalb der Windengewächse nur aus der Tribus Ipomoeeae bekannt, auch in der Schwesterfamilie, den Nachtschattengewächsen (Solanaceae), treten sie nicht auf. Innerhalb der Gattung haben die Mutterkornalkaloide jedoch keine taxonomische Bedeutung, da sie in verschiedenen Untertaxa der Gattung auftreten.
Die Prunkwinden sind neben Evolvulus die einzige Gattung der Familie, in denen Anthocyane nachgewiesen wurden, während sie in den anderen untersuchten Gattungen fehlen. Beispielsweise wurden in Blüten, Laubblättern, Stängeln sowie in den Wurzeln und Knollen der Süßkartoffel (Ipomoea batatas) Anthocyane nachgewiesen.

## Ökologie
Die Ipomoea-Arten sind an verschiedene Bestäubungsstrategien angepasst. Die verbreitetste Form ist die Bestäubung durch Bienen (Melittophilie). Die Blüten der durch Bienen bestäubten Arten sind überwiegend trichterförmig und lavendelfarben, violett bis blau oder selten auch gelb gefärbt. Insgesamt sind mindestens 19 Gattungen aus vier Bienenfamilien als Bestäuber bekannt. Die meisten gehören zur Familie Anthophoridae, die Gattungen Ancyloscelis, Cemolobus und Melitoma sind sogar oligolektisch, das heißt, sie besuchen ausschließlich Prunkwinden-Blüten.
Vor allem innerhalb der Sektion Mina ist die Bestäubung durch Vögel (Ornithophilie) weit verbreitet, diese Form tritt jedoch auch in der Sektion Exogonium und in den Serien Eriospermum, Jalapae und Mirandinae sowie in den nicht eingeordneten Arten Ipomoea cavalcantei und Ipomoea alexandrae auf.
Die einzigen zwei Nachweise über Bestäubung durch Fledermäuse (Chiropterophilie) innerhalb der Familie der Windengewächse stammen aus der Gattung der Prunkwinden. Die mexikanische Art Ipomoea murucoides dient während der trockenen Jahreszeit als Hauptnahrungsquelle für Fledermäuse und auch Ipomoea arborescens wird von verschiedenen Fledermäusen besucht. Beide Arten werden jedoch wie die restlichen Vertreter der Serie Arborescentes auch von Bienen und Käfern (Cantharophilie) besucht.
Die Bestäubung durch Schmetterlinge (Lepidopterophilie) ist aus den Sektionen Exogonium und Leptocallis bekannt. Einige dieser Arten, wie beispielsweise Ipomoea elongata oder Ipomoea suffulta, besitzen eine für die Gattung sehr ungewöhnliche Blütenform, die eventuell auch auf eine Bestäubung durch Wollschweber (Bombyliidae) hinweisen.

## Systematik und Verbreitung
Die Gattung Ipomoea wurde durch Carl von Linné aufgestellt. Typusart ist Ipomoea pes-tigridis L. Synonyme für Ipomoea L. nom cons. sind: Acmostemon Pilg., Adamboe Raf., Amphione Raf., Apopleumon Raf., Batatas Choisy, Bombycospermum J.Presl, Bonanox Raf., Calboa Cav., Calonyction Choisy, Calycanthemum Klotzsch, Cleiemera Raf., Cleiostoma Raf., Clitocyamos St.-Lag., Coiladena Raf., Convolvuloides Moench, Decaloba Raf., Diatrema Raf. nom. rej., Diatremis Raf., Dimerodiscus Gagnep., Doxema Raf., Elythrostamna Bojer ex Desjardins, Euryloma Raf. nom. illeg., Exallosis Raf., Exocroa Raf., Exogonium Choisy, Fraxima Raf., Gynoisa Raf., Isypus Raf., Kolofonia Raf., Lariospermum Raf., Latrienda Raf., Legendrea Webb & Berthel., Leptocallis G.Don, Macrostemma Pers., Marcellia Mart. ex Choisy, Melascus Raf., Milhania Neck., Mina Cerv., Morenoa La Llave, Modesta Raf., Navipomoea (Roberty) Roberty, Neorthosis Raf., Nil Medik., Ornithosperma Raf., Parasitipomoea Hayata, Pentacrostigma K.Afzel., Pharbitis Choisy, Plesiagopus Raf., Quamoclit Mill., Quamoclita Raf., Quamoclitia Raf. orth. var., Saccia Naudin, Stomadena Raf., Tereietra Raf., Tirtalia Raf., Tremasperma Raf., Turbina Raf. Eine orthographische Variante ist Ipomea All. (1773).
Neuere Forschungen legen nahe, dass die Gattung Ipomoea im Paläozän in Asien entstanden ist.
Die Prunkwinden-Arten sind vor allem in den Tropen, bzw. tropischen Gebieten auf verschiedenen Kontinenten verbreitet. Weniger Arten gibt es in den gemäßigten Breiten Nordamerikas und Ostasiens. Nur zwei Arten kommen ursprünglich in Europa vor: Ipomoea sagittata und Ipomoea imperati, beide im Mittelmeerraum.
Die Gattung Ipomoea wird nach Miller 1999 in drei Untergattungen eingeteilt. Die Untergattung Ipomoea subg. Ipomoea enthält behaarte, kletternde Pflanzen, deren Blüten krautige, behaarte Kelchblätter und einen zwei- oder dreifächrigen Fruchtknoten besitzen und deren Samen flaumig behaart sind. Ipomoea subg. Eriospermum umfasst verholzende, ausdauernde Pflanzen unterschiedlichen Habitus, deren Blüten ledrige, unbehaarte Kelchblätter und zweifächrige Fruchtknoten besitzen und deren Samen behaart sind. Die Vertreter der dritten Untergattung, Ipomoea subg. Quamoclit, sind unbehaarte, kletternde Pflanzen, deren Blüten unbehaarte Kelchblätter und zwei- oder vierfächrige Fruchtknoten aufweisen und deren Samen flaumig behaart bis verkahlend sind.
Nach Manos 2001 ist nach phylogenetischen Untersuchungen die Gattung Ipomoea stark polyphyletisch und im weiteren Sinne die Gattungen der Tribus Ipomoeeae enthält. In den Untersuchungen wurden zwei Kladen ermittelt, von der eine die Gattungen der zuvor eigenständig geführten Tribus Agryreieae (Argyreia Lour., Stictocardia, Turbina und Rivea) sowie die Gattung Lepistemon enthält. Die Arten der Gattung Ipomoea, die in diese Klade fallen, bilden keine gemeinsame Gruppe, sondern sind stark zwischen den anderen Taxa verstreut. In der zweiten Klade finden sich neben der dort basal stehenden Gattung Astripomoea vor allem die Arten der Untergattungen Quamoclit und Eriospermum.
Die Einteilung der Gattung und Auswahl der Arten folgt Daniel Frank Austin 1979, erweitert nach den Ergänzungen aus darauf aufbauenden Publikationen, weitere Ergänzungen und Änderungen sind durch Einzelnachweise gekennzeichnet. Angaben zur Verbreitung finden sich bei WCSP.

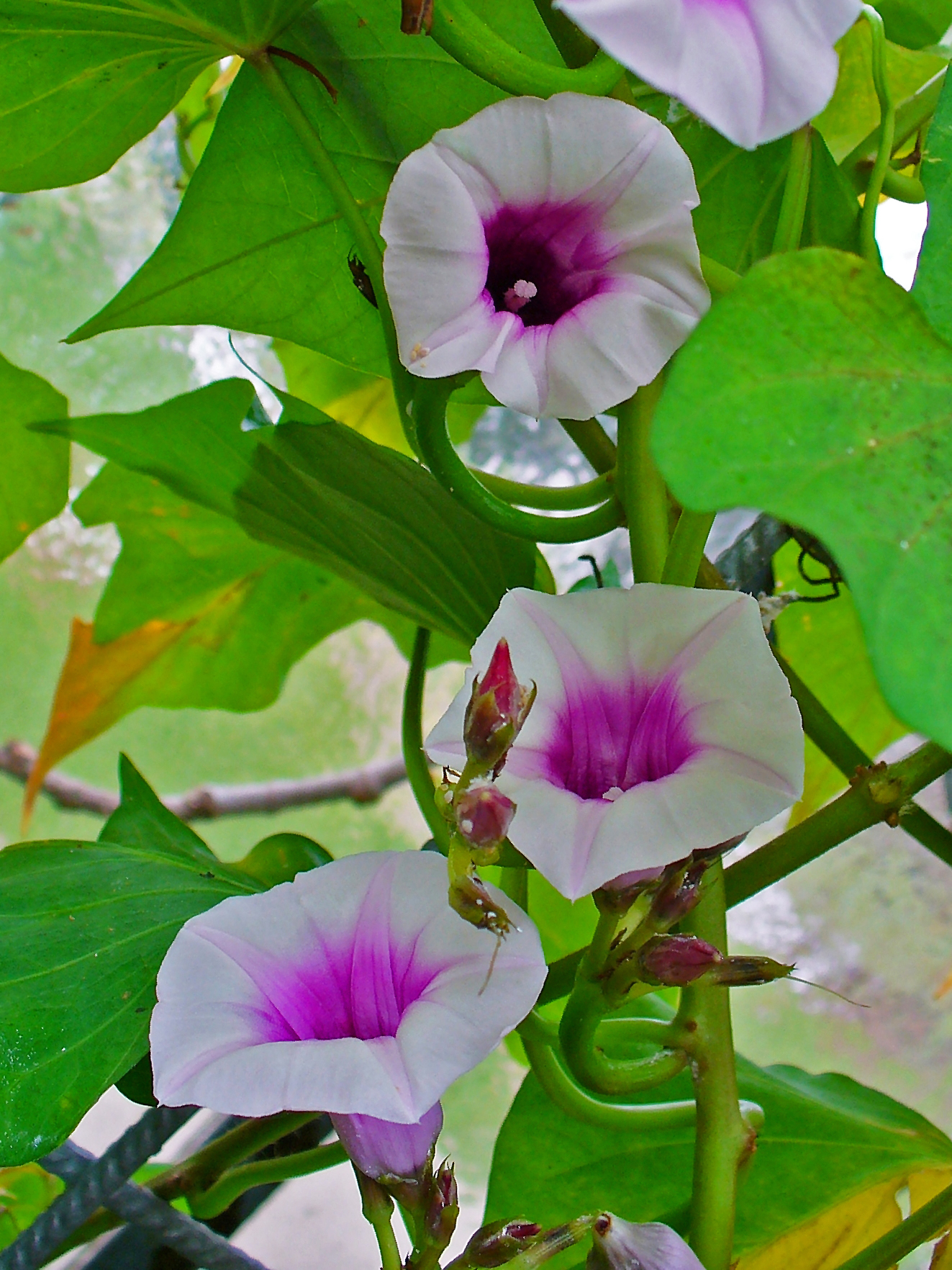
Untergattung Eriospermum Sektion Eriospermum: Süßkartoffel (Ipomoea batatas)

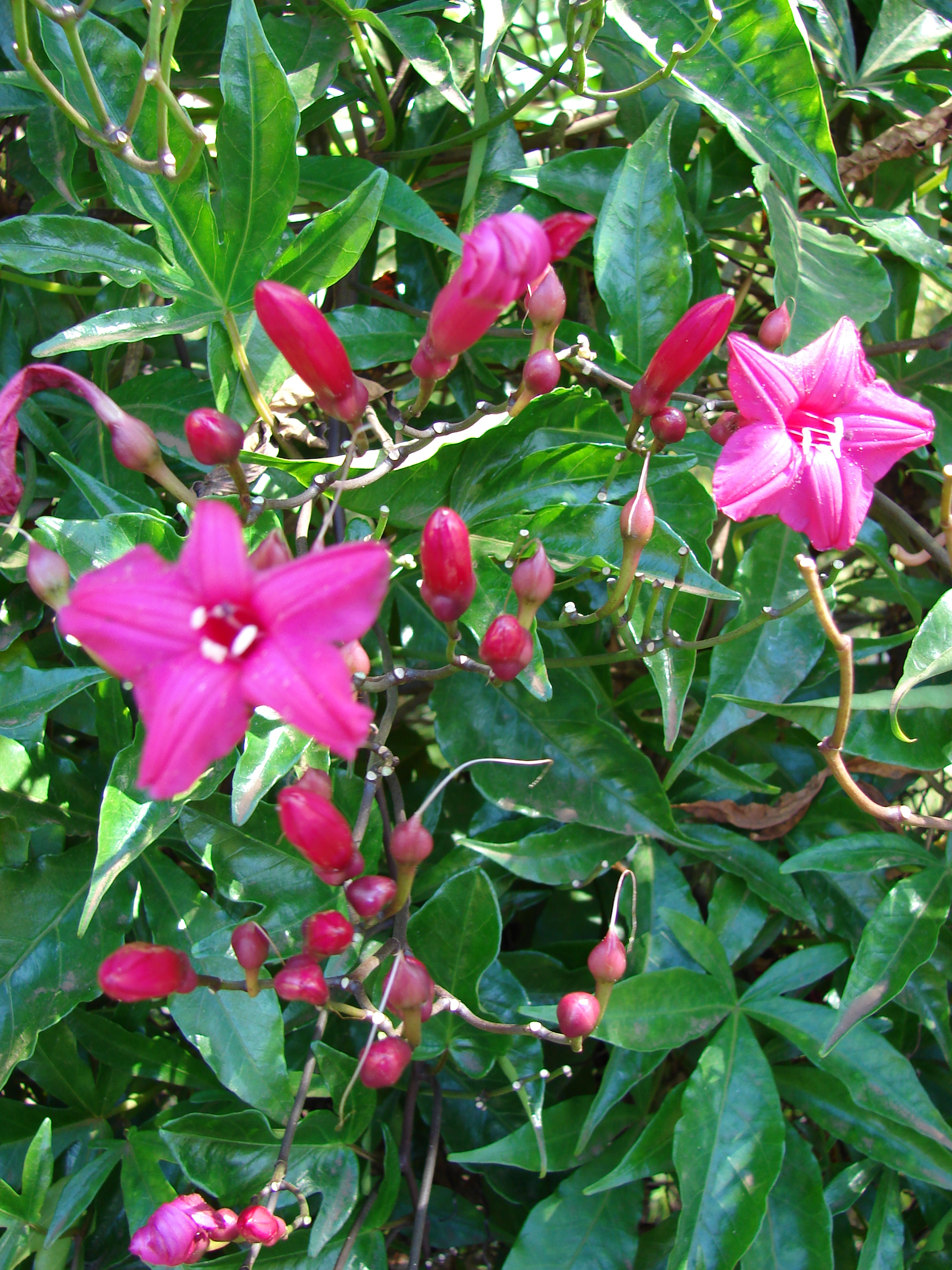
Untergattung Eriospermum Sektion Eriospermum: Ipomoea horsfalliae

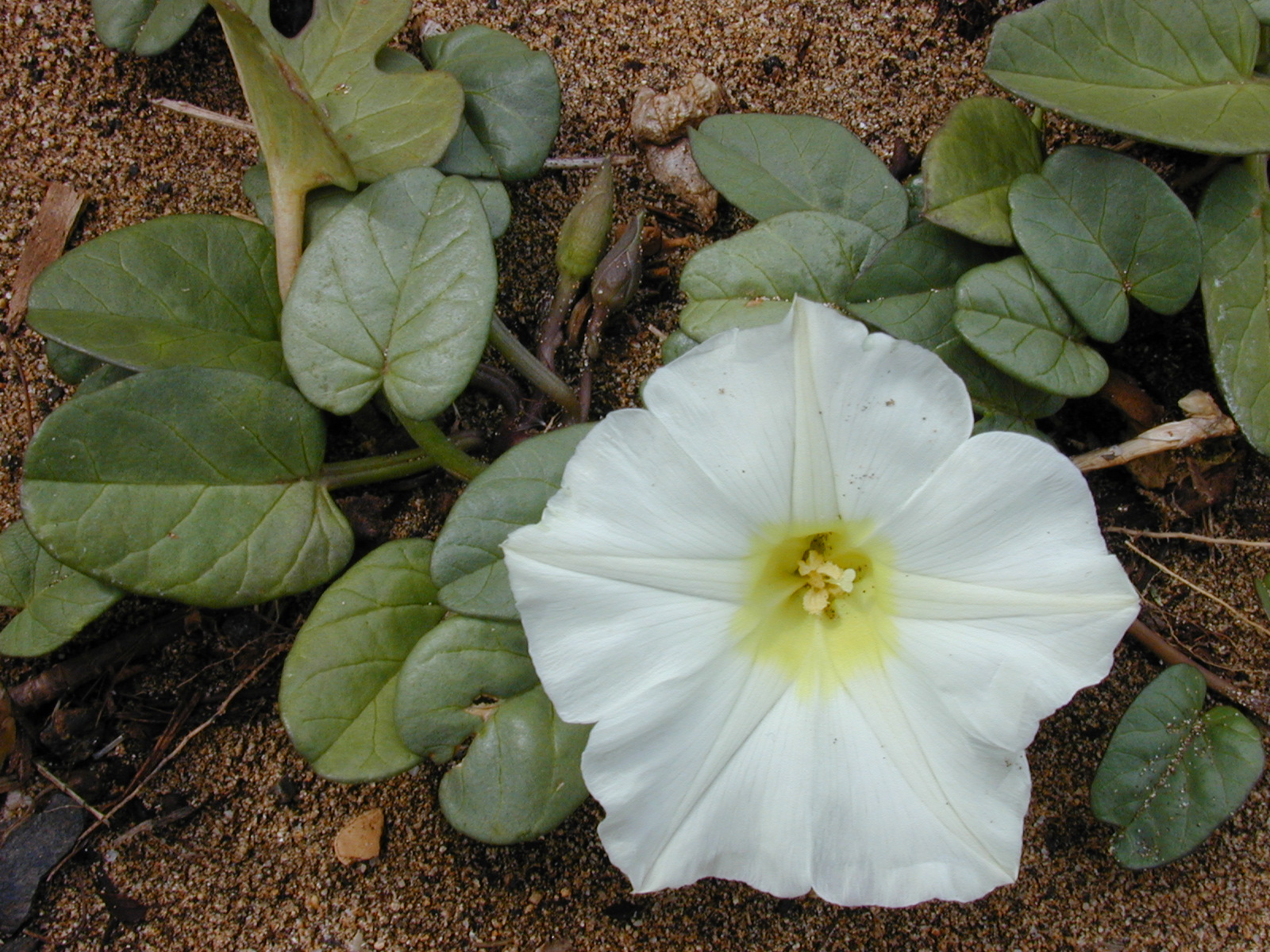
Untergattung Eriospermum Sektion Erpipomoea: Ipomoea imperati

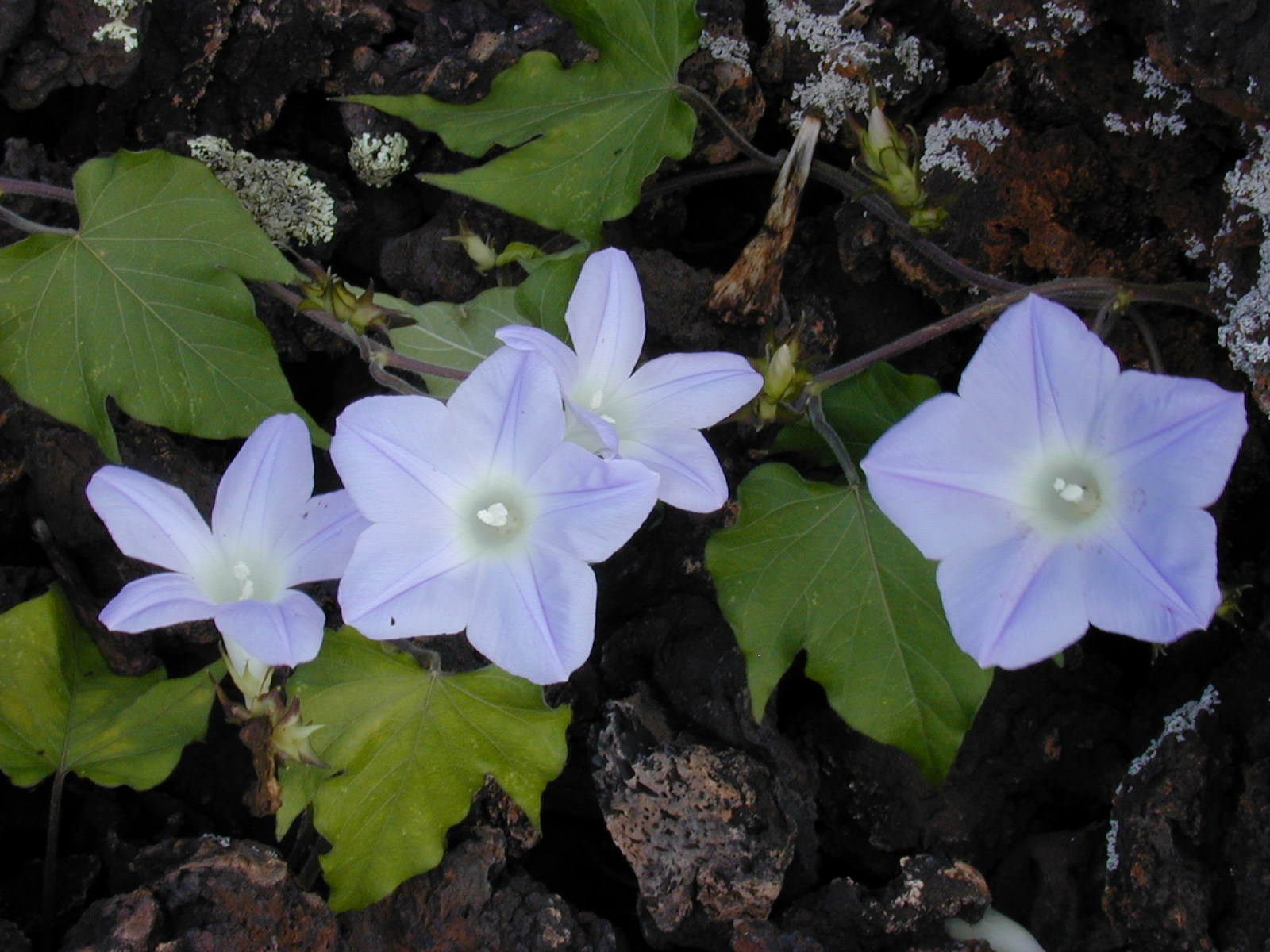
Untergattung Ipomoea Sektion Pharbitis: Ipomoea indica

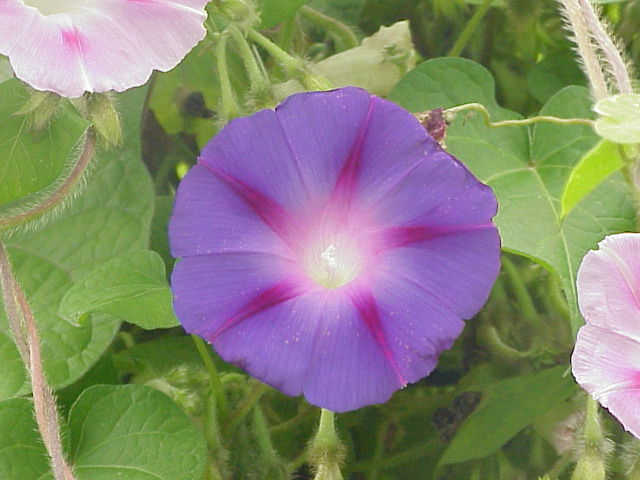
Untergattung Ipomoea Sektion Pharbitis: Blüte der Purpur-Prunkwinde (Ipomoea purpurea)

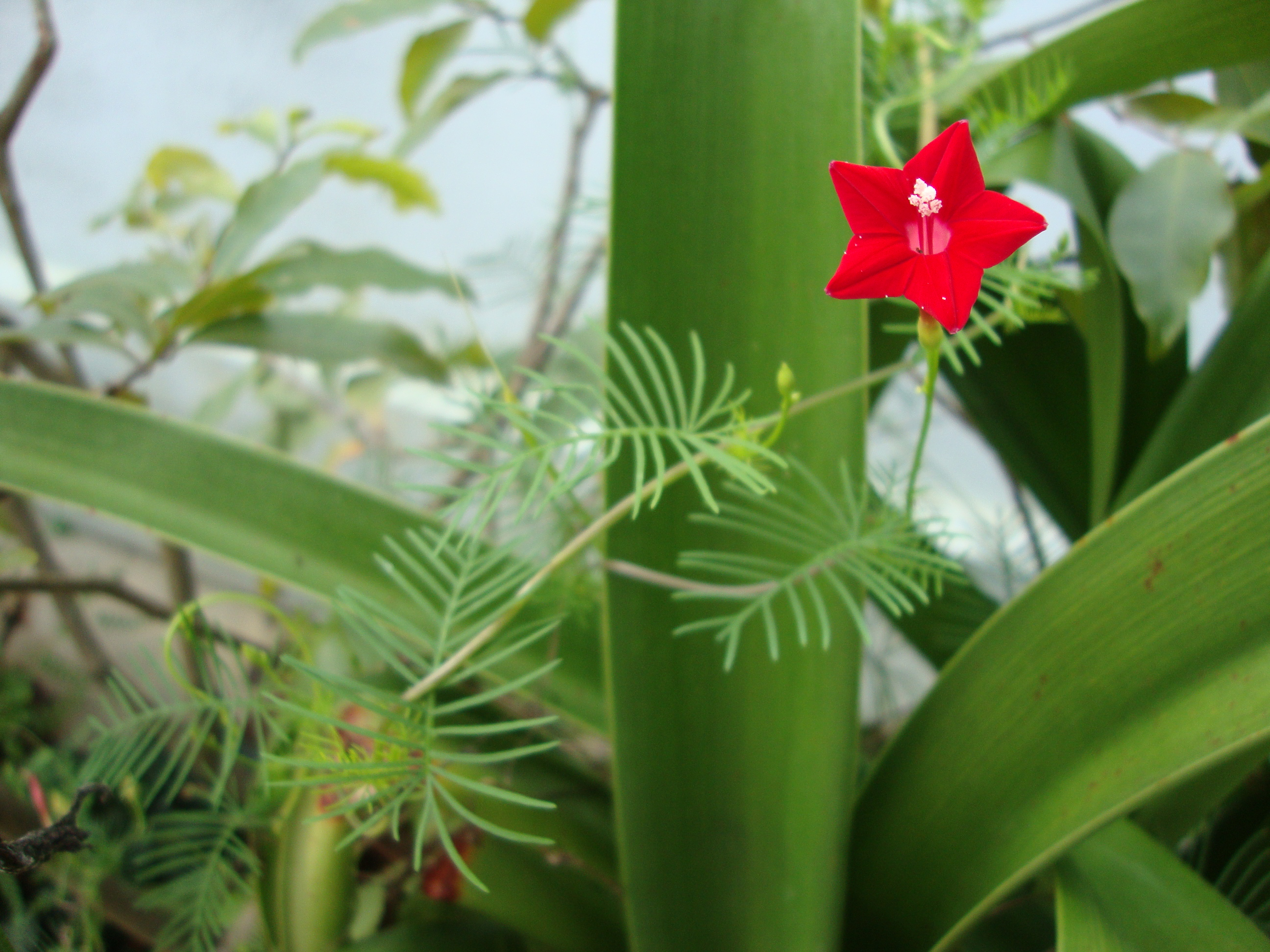
Untergattung Quamoclit Sektion Mina: Ipomoea quamoclit

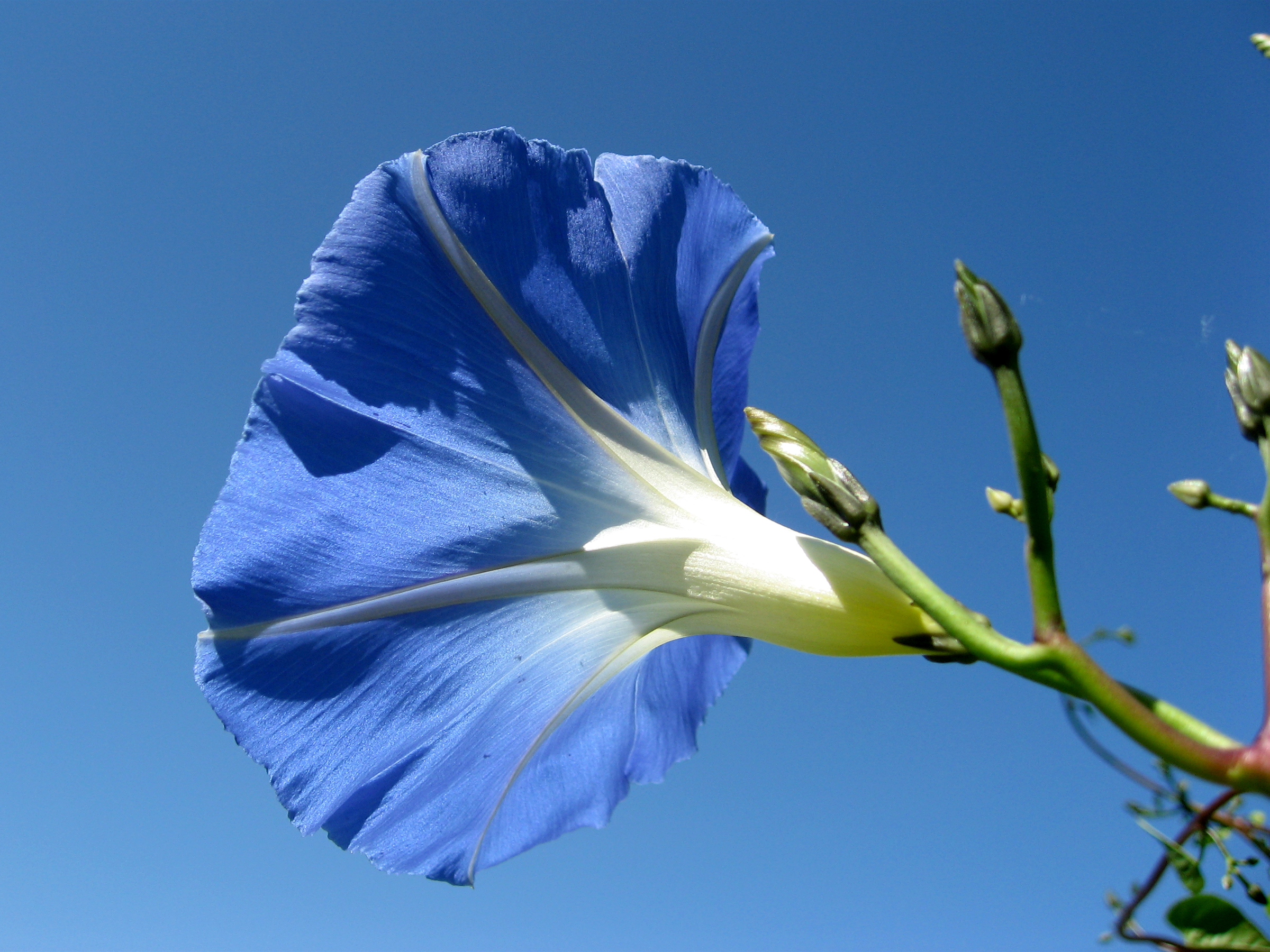
Untergattung Quamoclit Sektion Tricolores: Blüte der Himmelblauen Prunkwinde (Ipomoea tricolor)

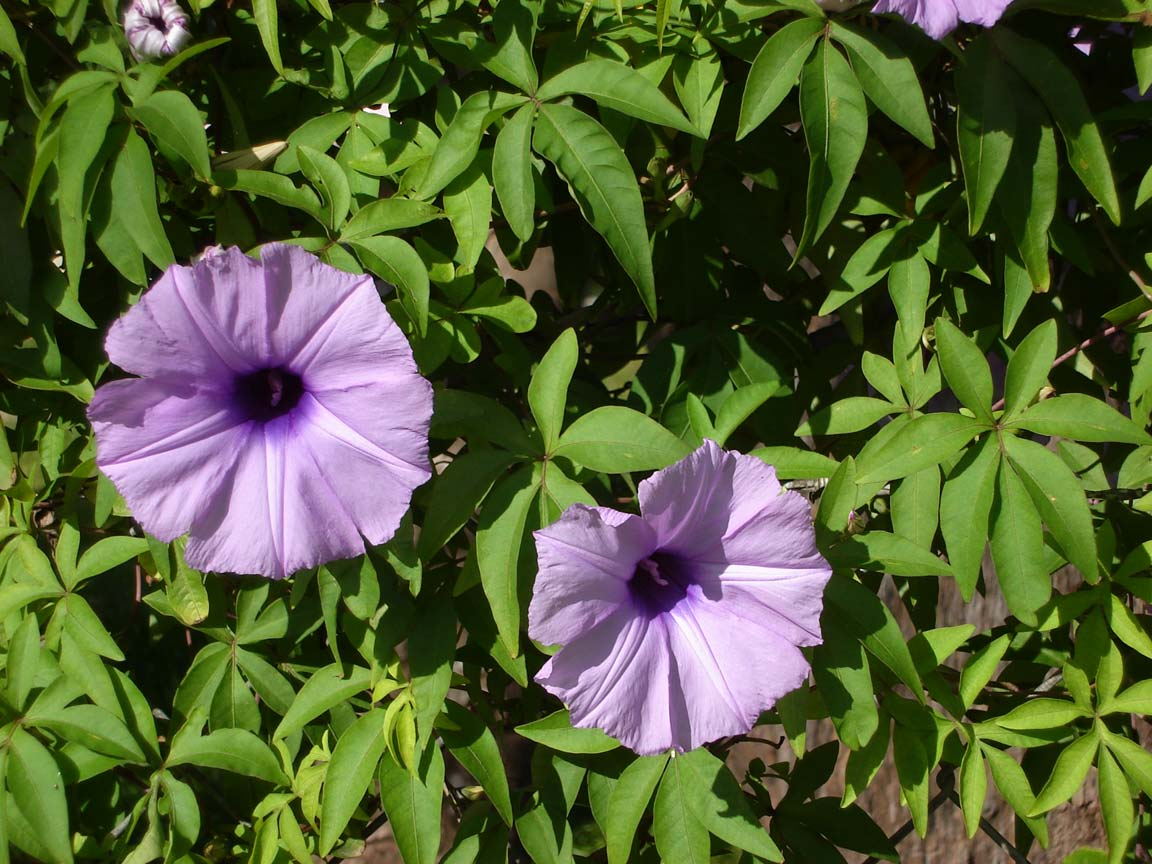
Untergattung Quamoclit: Ipomoea cairica

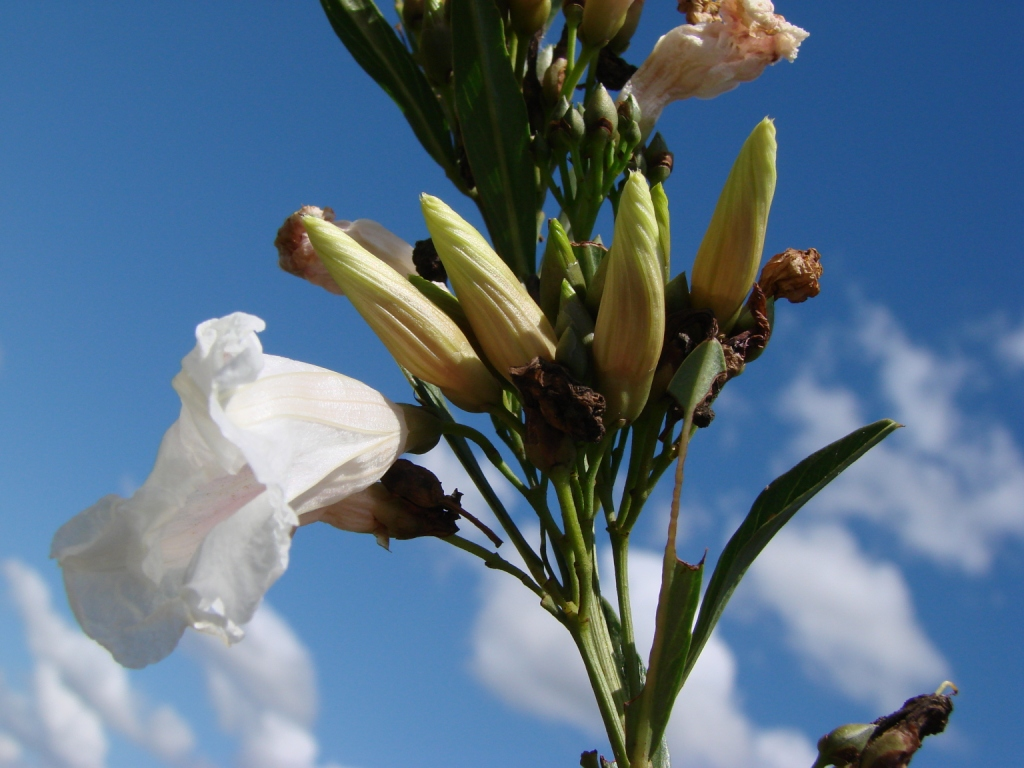
Untergattung Quamoclit: Blüten von Ipomoea squamisepala

- Ipomoea subgen. Eriospermum (Hallier f.) Verdc. ex Austin:

- sect. Eriospermum Hallier f.

- ser. Eriospermum (Hallier f.) D.F.Austin

- Ipomoea alterniflora Griseb.: Sie kommt nur in Kuba vor.
- Ipomoea argentea Meisn.: Sie ist im tropischen Südamerika verbreitet.
- Ipomoea argentifolia A.Rich.: Sie kommt in Mexiko und Kuba, inklusive der Isla de la Juventud vor.
- Ipomoea aurantiaca L.O.Williams: Sie kommt vom südöstlichen Mexiko über Guatemala bis Costa Rica sowie Nicaragua vor.
- Ipomoea batatoides Choisy: Sie ist Mexiko über Zentralamerika bis ins tropische Südamerika weitverbreitet.
- Ipomoea blanchetii Choisy: Sie kommt in Brasilien vor.
- Ipomoea bonariensis Hook.: Sie ist in Südamerika verbreitet.
- Ipomoea carolina L.
- Ipomoea chrysocalyx D.F.Austin
- Ipomoea clarensis Alain
- Ipomoea clausa Ledeb. & Adlerstam
- Ipomoea concolor (Matuda) D.F.Austin
- Ipomoea conzattii Greenm.
- Ipomoea decora Meisn.
- Ipomoea desrousseauxii Steud.
- Ipomoea digitata L.
- Ipomoea dimorphophylla Greenm.
- Ipomoea eggersiana Peter (Syn.: Ipomoea eggersii (House) D.F.Austin)
- Ipomoea electrina D.F.Austin & J.A.McDonald
- Ipomoea eremnobrocha D.F.Austin
- Ipomoea flavopurpurea Urban
- Ipomoea fuchsioides Griseb.
- Ipomoea furcyensis Urban
- Ipomoea goyazensis Gardner
- Ipomoea heterodoxa Standl. & Steyerm.
- Ipomoea horsfalliae Hook.
- Ipomoea hypargyrea Griseb.
- Ipomoea incerta (Britton) Urban
- Ipomoea jalapoides Griseb.
- Ipomoea jujuyensis O’Donell
- Ipomoea kurtziana O’Donell
- Ipomoea lachnaea Spreng.
- Ipomoea lacteola House
- Ipomoea leonensis Robinson
- Ipomoea lindenii M.Martens & Galeotti
- Ipomoea lineolata Urban
- Ipomoea longistaminea O’Donell
- Ipomoea lottiae J.A.McDonald
- Ipomoea luteoviridis Ekman & Leonard
- Haiti-Prunkwinde (Ipomoea mauritiana Jacq.)
- Ipomoea microdactyla Griseb.
- Ipomoea nematoloba Urban
- Ipomoea nematophylla Urban
- Ipomoea obtusata Griseb.
- Ipomoea passifloroides House
- Ipomoea perichnoa Urban
- Ipomoea peteri (Kuntze) Staples & Govaerts (Syn.:Ipomoea tuxtlensis House)
- Ipomoea proxima M.Martens & Galeotti
- Ipomoea pseudoracemosa McPherson
- Ipomoea repanda Jacq.
- Ipomoea reticulata O’Donell
- Ipomoea rhomboidea House
- Ipomoea robinsonii House
- Ipomoea rubella House
- Ipomoea saopaulista O’Donell
- Ipomoea schomburgkii Choisy
- Ipomoea schultziana O’Donell
- Ipomoea sphenophylla Urban
- Ipomoea steerei (Standl.) L.0.Williams
- Ipomoea suaveolens (M.Martens & Galeotti) Hemsl.
- Ipomoea syringifolia Meisn.
- Ipomoea tenuifolia (Vahl) Kuntze
- Ipomoea viridis Choisy
- Ipomoea volcanensis O’Donell
- Ipomoea walpersiana Urban

- ser. Arborescentes (Choisy) D.F.Austin

- Ipomoea arborescens (Kunth) G.Don
- Ipomoea chilopsidis Standl.
- Ipomoea intrapilosa Rose
- Ipomoea murucoides Roem. & Schult.
- Ipomoea pauciflora M.Martens & Galeotti
- Ipomoea populina House
- Ipomoea praecana House
- Ipomoea pulcherrima Ooststr.
- Ipomoea teotitlanica McPherson
- Ipomoea wolcottiana Rose

- ser. Batatas (Choisy) D.F.Austin

- Süßkartoffel (Ipomoea batatas (L.) Lam.): Es gibt seit 1990 zwei Varietäten.
- Ipomoea cordatotriloba Dennst.
- Ipomoea cynanchifolia Meisn.
- Ipomoea grandifolia (Dammer) O’Donell
- Ipomoea lacunosa L.
- Ipomoea ×leucantha Jacq.
- Ipomoea littoralis Blume
- Ipomoea ramosissima (Poir.) Choisy
- Ipomoea tabascana J.A.McDonald & D.F.Austin
- Ipomoea tenuissima Choisy
- Ipomoea tiliacea (Willd.) Choisy
- Ipomoea trifida (Kunth) G.Don
- Ipomoea triloba L. (Syn.: Ipomoea krugii Urb.)
- Ipomoea umbraticola House

- ser. Bombycospermum (C. Presl) D.F.Austin

- Ipomoea bombycina (Choisy) Hemsl.

- ser. Jalapae (House) D.F.Austin

- Ipomoea amnicola Morong
- Ipomoea calantha Griseb.
- Ipomoea calyptrata Dammer
- Ipomoea carajasensis D.F.Austin
- Ipomoea carnea Jacq.
- Ipomoea delphinioides Choisy
- Ipomoea descolei O’Donell
- Ipomoea discolor (Kunth) G.Don 1837 (non Jacq. 1798)
- Ipomoea habeliana Oliver
- Ipomoea haenkeana Choisy
- Ipomoea hieronymi (Kuntze) O’Donell
- Ipomoea incarnata (Vahl) Choisy
- Ipomoea jalapa (L.) Pursh
- Ipomoea leptophylla Torr.
- Ipomoea lilloana O’Donell
- Ipomoea longifolia Benth.
- Ipomoea lozanii Painter
- Ipomoea macrorhiza Michx.
- Ipomoea malvaeoides Meisn.
- Ipomoea malvaviscoides Meisn.
- Ipomoea mcphersonii D.F.Austin
- Ipomoea pandurata (L.) G.Meyer
- Ipomoea pearceana Kuntze
- Ipomoea pruinosa McPherson
- Ipomoea rupicola House
- Ipomoea sagittata Poir.
- Ipomoea scopulorum Brandegee
- Ipomoea sericophylla Meisn.
- Ipomoea shumardiana (Torr.) Torr.
- Ipomoea tubata Nees
- Ipomoea uruguayensis Meisn.
- Ipomoea valenzuelensis Chodat & Hassl.
- Ipomoea zimmermanii J.A.McDonald

- ser. Mirandinae D.F.Austin

- Ipomoea avicola D.F.Austin
- Ipomoea chondrosepala Hallier f.
- Ipomoea clavata (G.Don) J.F.Macbr.
- Ipomoea magnifolia Rusby
- Ipomoea mirandina (Pittier) O’Donell
- Ipomoea philomega (Vell.) House (Syn.: Ipomoea phyllomega House orth. var.)
- Ipomoea retropilosa (Pittier) D.F.Austin

- ser. Setosae (House) D.F.Austin

- Ipomoea crinicalyx S.Moore
- Ipomoea peruviana O’Donell
- Ipomoea sepacuitensis Donn.Sm.
- Brasilianische Prunkwinde (Ipomoea setosa Ker Gawl.)
- Ipomoea silvicola House
- Ipomoea tentaculifera Greenm.

- ser. Suffruticosae (Choisy) D.F.Austin

- Ipomoea suffruticosa Burch.

- Innerhalb sect. Eriospermum nicht in eine Serie eingeordnet:

- Ipomoea acutisepala O’Donell
- Ipomoea angustisepala O’Donell
- Ipomoea argentinica Peter
- Ipomoea argyreia (Choisy) Meisn.
- Ipomoea asplundii O’Donell
- Ipomoea bahiensis Roem. & Schult.
- Ipomoea balioclada Urban
- Ipomoea bernoulliana Peter (Syn.: Ipomoea santaerosae) Standl. & Steyerm.
- Ipomoea beyeriana Urban
- Ipomoea cardenasiana O’Donell
- Ipomoea cavalcantei D. F. Austin
- Ipomoea cearaensis O’Donell
- Ipomoea cheirophylla O’Donell
- Ipomoea chiliantha Hallier f.
- Ipomoea chrysotricha Meisn.
- Ipomoea colombiana O’Donell
- Ipomoea cubensis (House) Urban
- Ipomoea cyanantha Griseb.
- Ipomoea echinocalyx Meisn.
- Ipomoea echioides Choisy
- Ipomoea erosa Urban
- Ipomoea excisa Urban
- Ipomoea franciscana Choisy
- Ipomoea gesnerioides J.A.McDonald
- Ipomoea gigantea (Silva Manso) Choisy
- Ipomoea hadiingii D.F.Austin
- Ipomoea hirsutissima Gardner
- Ipomoea homotrichoidea O’Donell
- Ipomoea lanuginosa O’Donell
- Ipomoea leucotricha Donn.Sm.
- Ipomoea lindmanii Urban
- Ipomoea longeramosa Choisy
- Ipomoea malpighipila O’Donell
- Ipomoea marabensis D.F.Austin & Secco
- Ipomoea mathewsiana Kuntze
- Ipomoea nationis (Hook.) Nichols
- Ipomoea oblongifolia (Hassl.) O’Donell
- Ipomoea ophiodes Standl. & Steyerm. (Ipomoea ophioides auct.)
- Ipomoea padillae O’Donell
- Ipomoea paludosa O’Donell
- Ipomoea paraguariensis Peter
- Ipomoea patula Choisy
- Ipomoea peredoi O’Donell
- Ipomoea philipsonii O’Donell
- Ipomoea pinifolia Meisn.
- Ipomoea pintoi O’Donell
- Ipomoea piresii O’Donell
- Ipomoea platensis Ker Gawl.
- Ipomoea regnellii Meisn.
- Ipomoea robusta Urban
- Ipomoea rubens Choisy
- Ipomoea selleana Urban
- Ipomoea spruceana Meisn.
- Ipomoea stenophylla Meisn.
- Ipomoea steudelii Millsp.
- Ipomoea stuckertii O’Donell
- Ipomoea subspicata (Meisn.) O’Donell
- Ipomoea subtomentosa (Chodat & Hassl.) O’Donell
- Ipomoea suburceolata O’Donell

- sect. Acmostemon (Pilger) Verdcourt

- Ipomoea verbascoidea Choisy

- sect. Erpipomoea Choisy

- Ipomoea anisomeres Robinson & Bartlett
- Wasserspinat (Ipomoea aquatica Forssk.)
- Ipomoea asarifolia (Desr.) Roem. & Schult.
- Ipomoea imperati (Vahl) Griseb.
- Ipomoea obscura (L.) Ker Gawl.
- Ipomoea ochracea (Lindl.) G.Don
- Ipomoea pedicellaris Benth.
- Ziegenfuß-Prunkwinde (Ipomoea pes-caprae L.)
- Ipomoea pittieri O’Donell
- Ipomoea squamosa Choisy
- Ipomoea tenera Meisn.
- Ipomoea violacea L.

- sect. Poliothamnus (Hall f.) Verdcourt

- Ipomoea hildebrandtii Vatke

- sect. Xerophyta (Baker & Rendle) D.F.Austin

- Ipomoea donaldsonii Rendle

- Innerhalb subgen. Eriospermum nicht in eine Sektion eingeordnet:

- Ipomoea alexandrae D.F.Austin
- Ipomoea altoparanaensis O’Donell
- Ipomoea amoldsonii Urban
- Ipomoea chodatiana O’Donell
- Ipomoea ciervensis Painter
- Ipomoea densibracteata O’Donell
- Ipomoea estrellensis O’Donell
- Ipomoea falkioides Griseb.
- Ipomoea fiebrigii O’Donell
- Ipomoea killipiana O’Donell
- Ipomoea morongii Britton
- Ipomoea nitida Griseb.
- Ipomoea oranensis O’Donell
- Ipomoea santacruzensis O’Donell
- Ipomoea tarijensis O’Donell
- Ipomoea verbasciformis (Meisn.) O’Donell

- Ipomoea subgen. Ipomoea:

- sect. Ipomoea

- ser. Ipomoea

- Ipomoea pes-tigridis L.

- ser. Involucratae (Baker & Rendle) D.F.Austin

- Ipomoea involucrata Beauv.

- sect. Pharbitis (Choisy) Griseb.

- ser. Pharbitis (Choisy) D.F.Austin

- Ipomoea ampullacea Fernald
- Ipomoea barbatisepala A.Gray
- Ipomoea emetica Choisy
- Ipomoea laeta A.Gray
- Ipomoea mairetii Choisy
- Ipomoea neurocephala Hallier f.
- Purpur-Prunkwinde (Ipomoea purpurea) (L.) Roth
- Ipomoea temascaltepecensis P.Wilkin
- Ipomoea thurberi A.Gray
- Ipomoea villifera House

- ser. Heterophyllae (House) D.F.Austin

- Ipomoea fimbriosepala Choisy
- Efeu-Prunkwinde (Ipomoea hederacea Jacq.)
- Ipomoea heterophylla Ortega
- Indische Prunkwinde (Ipomoea indica (Burm. f.) Merr.)
- Ipomoea jamaicensis (Spreng.) G.Don
- Ipomoea lindheimeri A.Gray
- Ipomoea meyeri (Spreng.) G.Don
- Blaue Prunkwinde (Ipomoea nil (L.) Roth)
- Ipomoea pubescens Lam.
- Ipomoea setifera Poir.

- ser. Tyrianthinae (House) D.F.Austin

- Ipomoea collina House
- Ipomoea durangensis House
- Ipomoea hartwegii Benth.
- Ipomoea jacalana Matuda
- Ipomoea lenis House
- Ipomoea orizabensis (Pelletan) Steud. (Syn.: Ipomoea tyrianthina Lindley)
- Ipomoea petrophila House
- Ipomoea sawyeri D.F.Austin
- Ipomoea sescossiana Baill.
- Ipomoea stans Cav.

- Ipomoea subgen. Quamoclit (Moench) Clarke:

- sect. Calonyction (Choisy) Griseb.

- Weiße Prunkwinde (Ipomoea alba L.)
- Ipomoea magniflora O’Donell
- Ipomoea muricata (L.) Jacq. (Syn.: Ipomoea turbinata Lag.)
- Ipomoea santillanii O’Donell

- sect. Dasychaetia Hallier f.

- Ipomoea linosepala Hallier f.

- sect. Exogonium (Choisy) Griseb.

- Ipomoea acanthocarpa (Choisy) Asch. & Schweinf. (Syn.: Ipomoea piurensis O’Donell)
- Ipomoea bracteata Cav.
- Ipomoea caudata Fernald
- Ipomoea chenopodiifolia (M.Martens & Galeotti) Hemsl.
- Ipomoea dumetorum Roem. & Schult.
- Ipomoea dumosa (Benth.) L.0.Williams
- Ipomoea elongata Choisy
- Ipomoea eximia House
- Ipomoea expansa J.A.McDonald
- Ipomoea ignava House
- Ipomoea jicama Brandegee
- Ipomoea mcvaughii McPherson
- Ipomoea miquihuanensis J.A.McDonald
- Ipomoea noctulifolia McPherson
- Ipomoea puncticulata Benth.
- Jalape (Ipomoea purga (Wender.) Hayne)
- Ipomoea schaffneri Watson
- Ipomoea seducta House
- Ipomoea simulans Hanb.
- Ipomoea splendorsylvae Hanb.
- Ipomoea suffulta (Kunth) G.Don
- Ipomoea tastensis Brandegee
- Ipomoea tuboides 0.Deg. & Ooststr.
- Ipomoea uhdeana (Hallier f.) D.F.Austin
- Ipomoea urbinei House

- sect. Leptocallis (G.Don) J.A.McDonald

- Ipomoea capillacea (Kunth) G.Don
- Ipomoea chamelana J.A.McDonald
- Ipomoea costellata Torr.
- Ipomoea madrensis S.Watson
- Ipomoea perpartita McPherson
- Ipomoea plummerae A.Gray
- Ipomoea subrevoluta Choisy
- Ipomoea tenuiloba Torr.
- Ipomoea ternifolia Cav.

- sect. Mina (Cerv.) Griseb.

- Ipomoea cholulensis Kunth
- Scharlachrote Prunkwinde (Ipomoea coccinea L.)
- Ipomoea cristulata Hallier. f.
- Ipomoea decemcornuta O’Donell
- Ipomoea dubia Roem. & Schult.
- Ipomoea fissifolia (McPherson) Eckenw.
- Ipomoea funis Schltdl. & Cham.
- Ipomoea gloverae J.A.McDonald
- Ipomoea hastigera Kunth
- Ipomoea hederifolia L.
- Ipomoea indivisa (Veil.) Hallier f.
- Sternwinde (Ipomoea lobata (Cerv.) Thell.)
- Ipomoea lutea House
- Ipomoea neei (Spreng.) O’Donell
- Ipomoea praematura Eckenw.
- Zypressen-Prunkwinde (Ipomoea quamoclit L.)
- Ipomoea rubriflora O’Donell
- Ipomoea spectata J.A.McDonald

- sect. Orthipomoea Choisy

- ser. Microsepalae (House) D.F.Austin

- Ipomoea microsepala Benth.
- Ipomoea minutiflora (M.Martens & Galeotti) House

- ser. Orthipomoea

- Ipomoea biflora (L.) Pers.
- Ipomoea eriocarpa R. Br.
- Ipomoea pellita Hallier f.

- sect. Tricolores J.A.McDonald ex D.F.Austin

- Ipomoea aristolochiifolia G.Don
- Ipomoea cardiophylla A.Gray
- Ipomoea chiriquensis Standl. (Syn.: Ipomoea chiriquiensis auct.)
- Ipomoea marginisepala O’Donell
- Ipomoea parasitica (Kunth) G.Don
- Himmelblaue Prunkwinde (Ipomoea tricolor Cav.)
- Ipomoea velardei O’Donell

- innerhalb von Ipomoea subgen. Quamoclit nicht in eine Sektion eingeordnet:

- Ipomoea aprica House
- Ipomoea cairica (L.) Sweet
- Ipomoea leprieurii D.F.Austin
- Ipomoea maurandioides Meisn.
- Ipomoea procumbens Choisy
- Ipomoea squamisepala O’Donell
- Ipomoea wrightii A.Gray

- innerhalb der Gattung Ipomoea nicht in eine Untergattung eingeordnet:

- Ipomoea kruseana Matuda
- Ipomoea kunthiana Meisn.
- Ipomoea lambii Fernald
- Ipomoea oenotherae (Vatke) Hallier f.
- Ipomoea ramboi O’Donell
- Ipomoea riparum Standl. & L.Williams
- Ipomoea tacuaremboensis Arechav.
- Ipomoea theodori O’Donell

## Nutzung

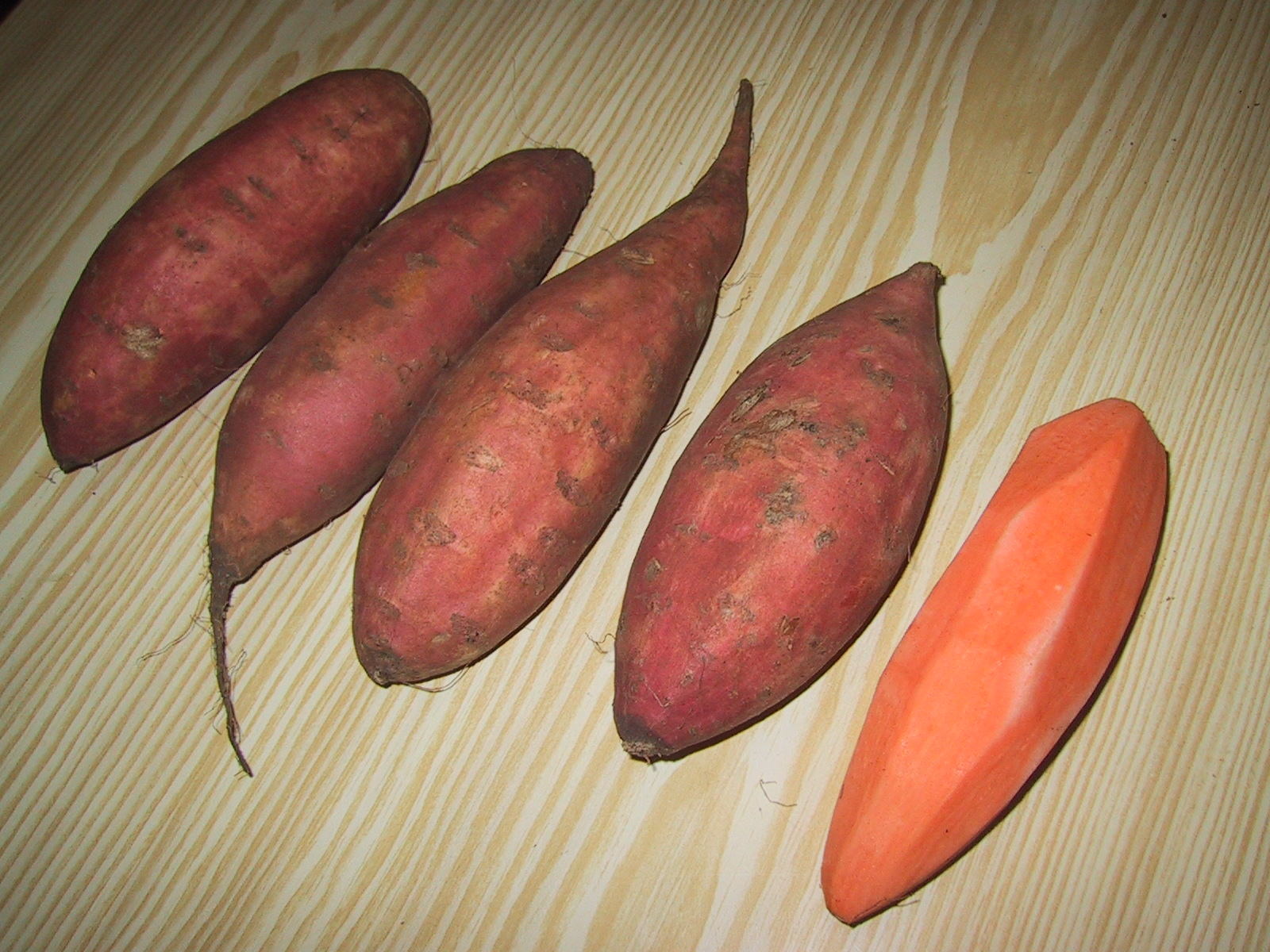
Knollen der Süßkartoffel (Ipomoea batatas)

Die ökonomisch bedeutendste Art ist die Süßkartoffel, auch Batate genannt, (Ipomoea batatas). Besonders in asiatischen Ländern wird der Wasserspinat (Ipomoea aquatica) als Gemüse genutzt. Zahlreiche Prunkwinden-Arten und ihre Sorten werden weltweit als Zierpflanzen kultiviert, in Mitteleuropa besonders die Purpur-Prunkwinde (Ipomoea purpurea) und Himmelblaue Prunkwinde (Ipomoea tricolor).
Samen der Prunkwinden-Art Ipomoea tricolor waren und sind den indigenen mexikanischen Stämmen aufgrund ihrer medizinischen (psychoaktiven) Eigenschaften (vergleiche den Begriff entheogen) unter dem Namen „Tlitliltzin“ (in Nahuatl) bekannt. Sie enthalten den Wirkstoff LSA, der auch LA-111 genannt wird. Durch das Einweichen der Samen in Wasser und den Konsum der entstehenden Emulsion können halluzinogene Rauschzustände erzielt werden. In den Samen sind Wirkstoffe mit psychotomimetischen und halluzinogenen Wirkstoffen enthalten.

## Weiterführende Literatur
- L. A. Eserman et al.: Phylogenetics and diversification of morning glories (tribe Ipomoeeae, Convolvulaceae) based on whole plastome sequences. In: American Journal of Botany, Volume 101, 2014, S. 92–103.
- R. E. Miller et al.: Systematics of Ipomoea subgenus Quamoclit (Convolvulaceae) based on its sequence data and a Bayesian phylogenetic analysis. In: American Journal of Botany, Volume 91, 2004, S. 1208–1218.
- G. Staples, P. Traiperm: Convolvulaceae. In: Flora of Thailand, Volume 10, 2010, S. 330–468. The Forest Herbarium, National Park, Wildlife and Plant Conservation Department, Bangkok.
- R. S. Bianchini, P. P. A. Ferreira: Convolvulaceae. In: Lista de Espécies da Flora do Brasil. Jardim Botânico do Rio de Janeiro, 2010.
- A. Dobignard, C. Chatelain: Convolvulaceae. In: Index synonymique de la flore d’Afrique du nord, 3, 2011, S. 331–351. Conservatoire et Jardin Botanique de la ville de Genève.
- R. W. Johnson: Convolvulaceae. In: Australian Plant Census, 2012. Council of Heads of Australian Herbaria.
- J. R. I. Wood, M. A. Carine, D. Harris, P. Wilkin, B. Williams, R. W. Scotland: Ipomoea (Convolvulaceae) in Bolivia. In: Kew Bulletin, Volume 70, Issue 31, 2015, S. 1–124.